# 格拉姆巴赫河
47°43′43″N 11°44′31″E / 47.728595°N 11.741808°E

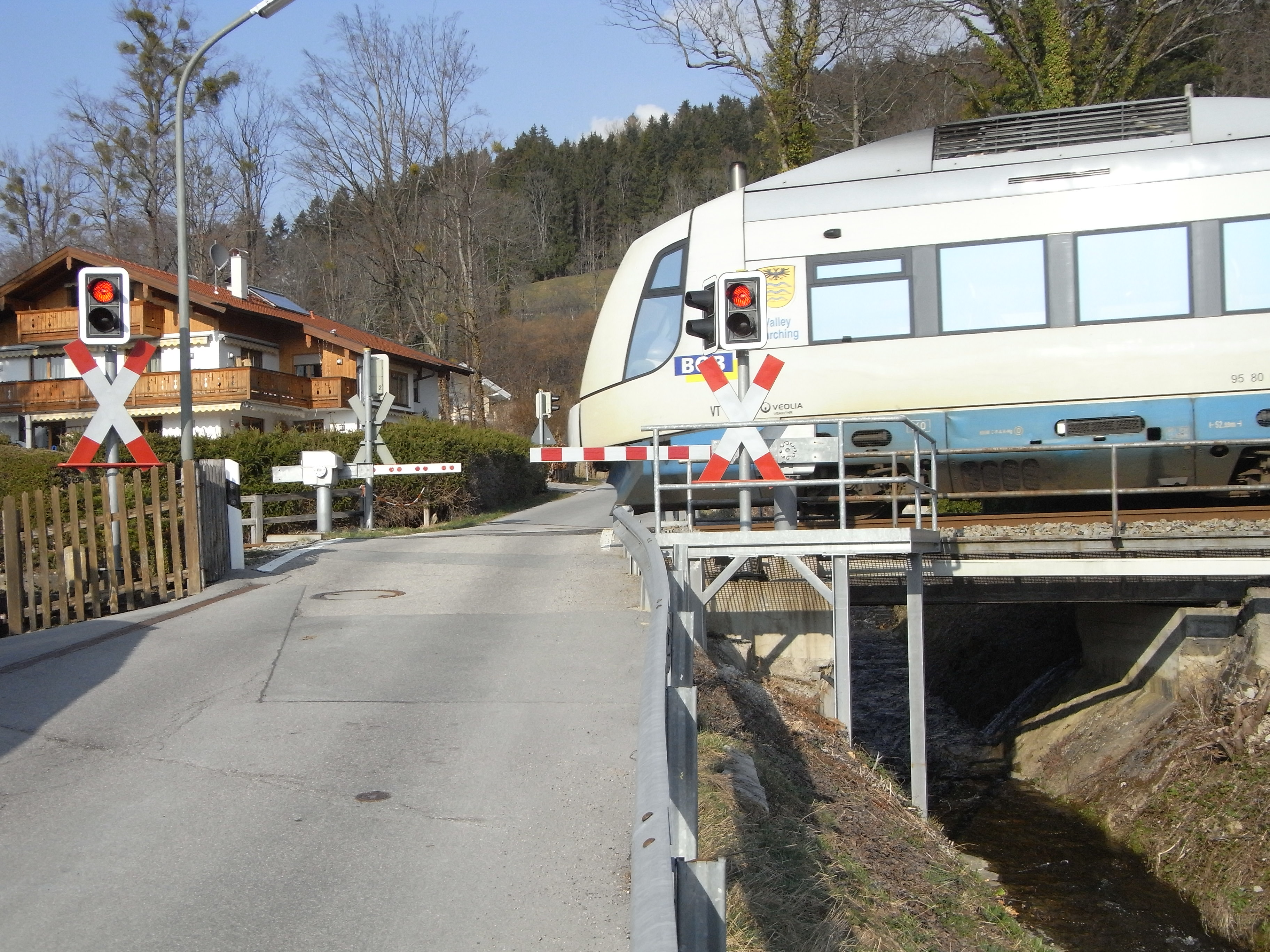
格拉姆巴赫河

格拉姆巴赫河（德語：Grambach），是德國的河流，位於該國東南部，由巴伐利亞負責管轄，河道全長2.1公里，發源自諾伊羅伊特山和加斯勒貝格山之間，在泰根湖畔格蒙德注入泰根湖。